# Hamano Yukiya
Hamano Yukiya (sinh ngày 28 tháng 9 năm 1972) là một cựu cầu thủ bóng đá người Nhật Bản.

## Sự nghiệp câu lạc bộ
Hamano Yukiya từng chơi cho Júbilo Iwata, Albirex Niigata và Honda.